# Bartholomeus Breenbergh

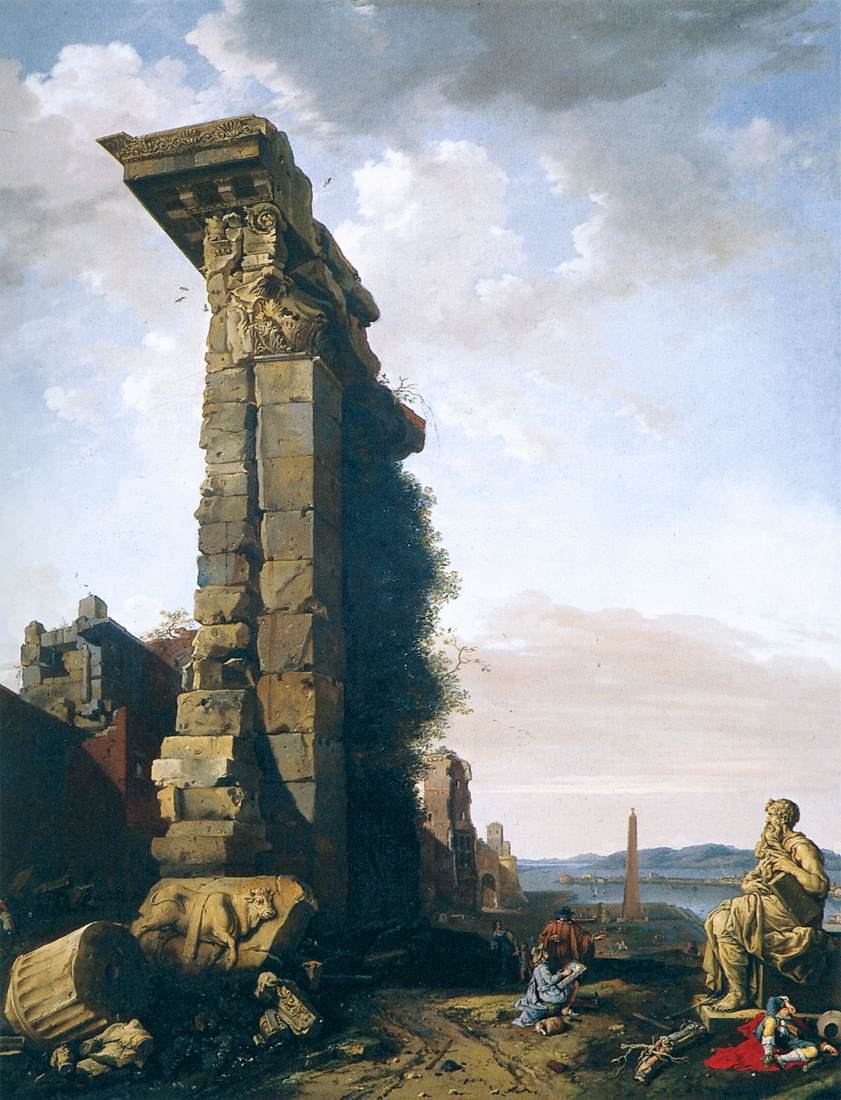
Rzymskie ruiny, 1650

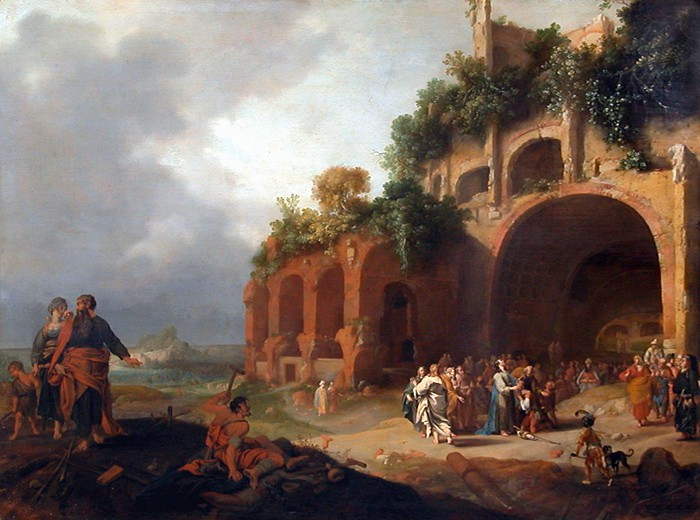
Jezus uzdrawia głuchoniemego, 1635

Bartholomeus Breenbergh (ur. ok. 1598 w Deventer, zm. 3 października 1657 w Amsterdamie) – holenderski malarz rysownik i rytownik.
Artysta działał początkowo w Amsterdamie, w 1619 wyjechał do Rzymu, gdzie mieszkał z Fransem van de Kasteele. W czasie pobytu we Włoszech utrzymywał kontakty i współpracował z flamandzkim malarzem Paulem Brillem. Na jego twórczość duży wpływ miał też niemiecki pejzażysta Adam Elsheimer. Breenbergh był jednym z założycieli Bentvueghels. Było to stowarzyszenie malarzy pochodzenia niderlandzkiego, którzy działali w Rzymie i stworzyli tam kolonię artystyczną. Do ojczyzny powrócił ok. 1633 i osiadł na stałe w Amsterdamie.
Bartholomeus Breenbergh był obok Cornelisa van Poelenburgha czołowym przedstawicielem pierwszego pokolenia malarzy niderlandzkich, którzy specjalizowali się w malarstwie pejzażowym inspirowanym tematyką włoską. Na podstawie szkiców wykonanych w Italii malował krajobrazy Kampanii, urozmaicone starożytnymi ruinami i porzuconymi fragmentami antycznych rzeźb. W późniejszym okresie na jego obrazach pojawiały się sceny religijne inspirowane Nowym Testamentem, były one niewielkie i zawsze stanowiły drugi plan. Po 1645 zajął się malarstwem narracyjnym i figuralnym, w którym sceny rodzajowe dominowały nad pejzażem, tworzył też ryciny i akwaforty. Pod koniec życia malował znacznie mniej, prawdopodobnie zajmował się też handlem.
W Muzeum Narodowym w Warszawie znajduje się obraz Breenbergha Pejzaż z antycznymi ruinami i Chrystusem z uczniami w drodze do Emaus z 1632, nr inw. M. Ob. 478.